# Tommi Hartonen
Tommi Mikael Hartonen, né le 12 mai 1977 à Helsinki, est un athlète finlandais, spécialiste du sprint.
Il établit les records de Finlande du 100 m (10 s 21 à Vaasa en 2001) et du 200 m (20 s 47 à Sydney, avec vent défavorable, lors des Jeux olympiques de 2000), et égale celui du relais 4 × 100 m, en 39 s 30 à Helsinki le 12 août 2005 (Markus Pöyhönen, Nghi Tran, Jarkko Ruostekivi, Tommi Hartonen).
Lors des Championnats du monde 2001, il égale son record en 10 s 21 lors des quarts de finale (4e, meilleur placement d'un Finlandais sur 100 m) et il réalise 20 s 65, en demi-finale, également meilleur placement d'un Finlandais sur 200 m.